# Asediul Leningradului
Asediul Leningradului (în limba rusă: блокада Ленинграда, blocada Leningrada) a fost asediul german al orașului simbol al Uniunii Sovietice, Leningrad (azi Sankt Petersburg) în timpul celui de-al Doilea Război Mondial.
Planul german a primit numele de cod Operation Nordlicht („Operațiunea Aurora boreală”). Asediul a durat din 8 septembrie 1941 până în 27 ianuarie 1944.
A fost unul dintre cele mai sângeroase asedii din istoria lumii: Numărul total al rușilor (militari și civili) care și-au pierdut viața este mai mare decât numărul soldaților americani și britanici la un loc pe toată durata celui de-al Doilea Război Mondial.

## Fortificațiile sovietice și ofensiva germană
Pe 27 iunie 1941, Sovietul deputaților poporului din Leningrad a hotărât să mobilizeze populația orașului la construcția de fortificații. Au fost construite mai multe serii de fortificații. Una dintre acestea se întindea de la gura de varsare a râului Luga spre Ciudovo, Gatcina, Urițk, Pulkovo și mai apoi spre râul Neva. O altă linie de apărare trecea prin Peterhof spre Gatcina, Pulkovo, Kolpino și Koltuși. În deceniului al patrulea fusese construită altă linie defensivă împotriva unui potențial atac finlandez (KaUR) în suburbiile nordice ale Leningradului, acum fiind reactivată. În total, au fost plantate 190 km de obstacole din bușteni, 635 km de garduri din sârmă ghimpată, 700 km de șanțuri antitanc, 5.000 de amplasamente întărite cu bușteni și pământ și cazemate din beton pentru arme grele și 25.000 km de tranșee deschise. Până și tunurile de pe Crucișătorul Aurora au fost demontate și mutate pe Înălțimile Pulkovskie din sudul Leningradului. După ce trupele sovietice ale Frontului de Nord-Vest au fost înfrânte și alungate din republicile sovietice baltice, Wehrmachtul și-a croit drum spre Ostrov și Pskov. Pe 10 iulie, ambele orașe au fost cucerite de germani. În scurtă vreme atacatorii au cucerit Kunda și Kingisepp, după care au înaintat spre Leningrad dinspre Narva și regiunea Lujski, dinspre sud-est, sud și nord-est și spre nordul și sudul Lacul Ilmen pentru a asigura izlolarea orașului dinspre est și pentru a face joncțiunea cu finlandezii de pe malul răsăritean al Lacului Ladoga. Legătura pe cale ferată a fost întreruptă pe 30 august, când germanii au atins malul râului Neva. Bombardamentele asupra Leningradului au început pe 4 septembrie. Pe 8 septembrie a fost întreruptă ultima legătură terestră a Leningradului cu restul Uniunii Sovietice după ce germanii au ajuns pe malul Lacului Ladoga la Orehoveț. Bombardamentele de pe 8 septembrie au provocat 178 de incendii. Directiva lui Hitler de pe 8 octombrie, semantă de Alfred Jodl cerea să nu se accepte capitularea orașului.

## Ofensiva finlandeză din Karelia
Până în august, finlandezii au recucerit Istmul Karelia, amenințând Leningradul dinspre apus, avansând mai apoi prin Karelia la est de Lacul Ladoga, amenințând orașul asediat și dinspre nord. Forțele finlandeze s-au oprit însă pe aliniamentul frontierelor din 1939. Comandanții finlandezi au respins planurile germane pentru atacuri aeriene asupra Leningradului și nu au înaintat dincolo de râul Svir din Karelia Răsăriteană, atins la 7 septembrie, la 160 km depărtare de Leningrad. În sud, germanii au cucerit Tihvinil pe 8 noiembrie, dar nu au reușit să avanseze mai spre nord și să facă joncțiunea cu forțele finlandeze de pe râul Svir. Un contraatac sovietic de pe 9 decembrie i-au silit pe germani să părăsească Tihvinul, retrăgându-se până la râul Volhov. 
Pe 4 septembrie, Jodl a încercat să-l convingă pe Mannerheim să ordone continuarea ofensivei finlandeze și se spune că mareșalul ar fi refuzat. După război, fostul președinte finlandez Ryti și-a amintit: "Pe 24 august 1941, am vizitat cartierul general al mareșalului Mannerheim. Germanii încercau să ne facă să traversăm veche frontieră și să continuăm ofensiva spre Leningrad. Am spus că ocuparea Leningradului nu era obiectivul nostru și nu vom lua parte la atac. Mannerheim și ministrul apărării Walden au fost de acord cu mine și amândoi au refuzat ofertele germanilor. Rezultatul era o situație paradoxală: germanii nu erau capabili să se apropie de Leningrad dinspre nord.... " Mai târziu s-a afirmat că nu au fost executate bombardamente sistematice de pe teritoriul finlandez. 
Pe de altă parte, sovieticii nu aveau cunoștință de refuzul lui Ryti și Mannerheim. Amenințarea unui atac al finlandezilor a complicat foarte mult defensiva sovietică. Astfel, la un moment dat, comandantul de Front Markian Popov nu și-a permis să transfere rezervele din zona amenințată de finlandezi în altă parte, deoarece efectivele păreau necesare întăriri apărării Istmului Karelia.. Mannerheim a dat un ordin pe 31 august ca trupele finlandeze să-și înceteze înaintarea îndată de erau atinse frontierele din 1939 care se întindeau de la Golful Finic la Lacul Ladoga.. După ce finlandezii au atins în primele zile ale lunii septembrie aliniamentul prevăzut de mareșalul Mannerheim, Popov a sesizat imediat încetarea presiunilor atacurilor finlandeze și pe 5 septembrie două divizii sovietice au fost transferate pe frontul german. Mai târziu, în vara anului 1942, a fost format Detașamantul naval K sub comanda operativă finlandeză. Această forță navală a atacat în repetate rânduri ruta de aprovizionare a Leningradului din sudul lacului Ladoga, beneficiind și de sprijinul forțelor germane.

## Aprovizionarea orașului

### Alimentele

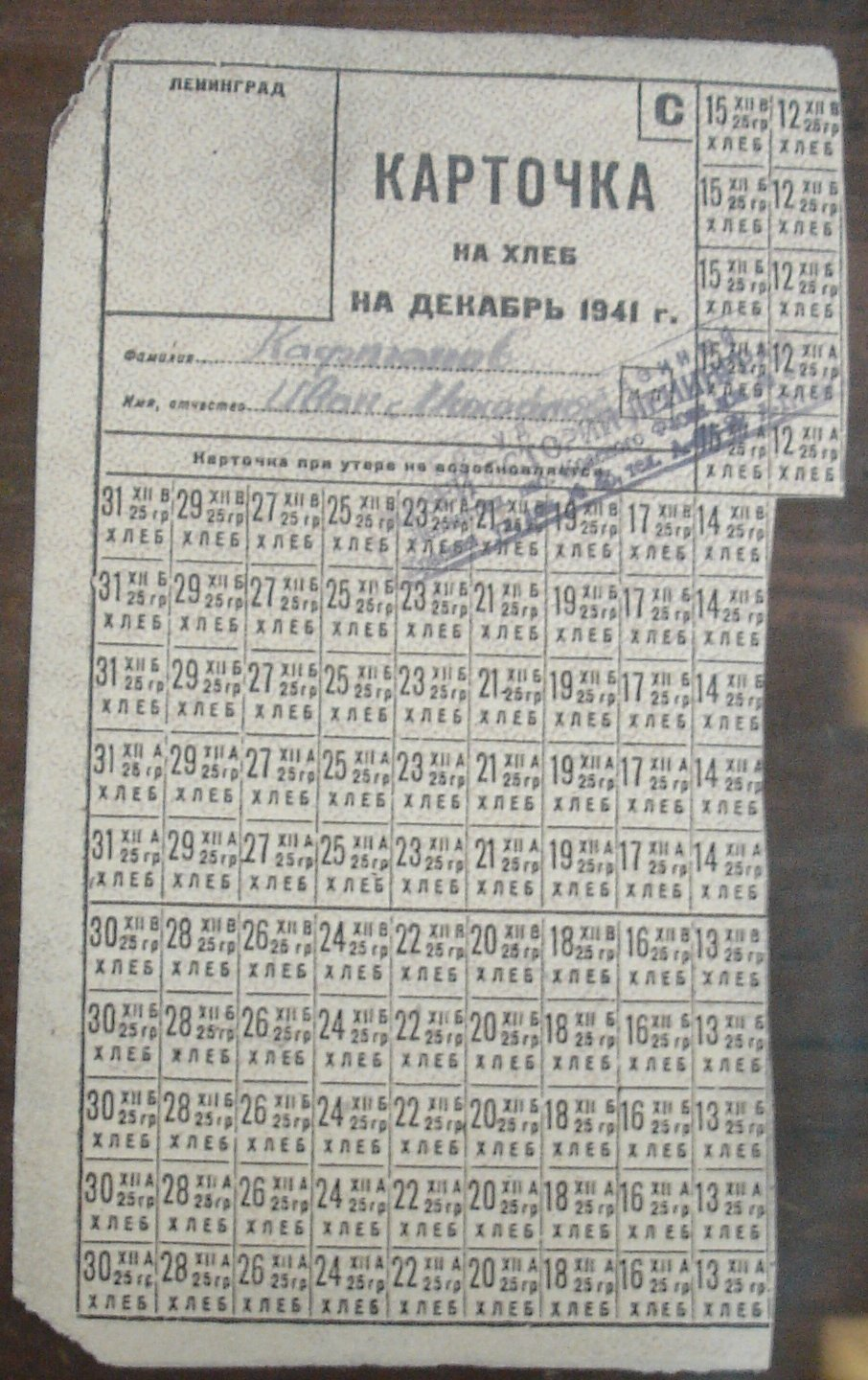
Cartelă de pâine din Leningrad

Pe 2 septembrie, rațiile de alimente au fost reduse: muncitorii manuali urmau să primească zilnic 600 g de pâine, angajații de stat 400 g, copiii și alți aparținători câte 300 g. O mare cantitate de cereale, făină și zahăr au fost pierdute din cauza lipsei unei apărări aeriene corespunzătoare. Pentru încă câteva zile după începerea asediului a mai fost posibil să se mănânce în câteva restaurante "comerciale" care utilizau până la 12% din grăsimile și 10% din carnea consumate în oraș. pe 12 septembrie s-a calculat că proviziile de alimente ale armatei și civililor vor ajunge după cum urmează: 
| Cereale și făină             | 35 zile |
| Crupe și paste făinoase      | 30 zile |
| Carne (inclusiv animale vii) | 33 zile |
| Grăsimi                      | 45 zile |
| Zahăr și dulciuri            | 60 zile |

În aceeași zi s-a luat măsura unei noi reduceri a rațiilor alimentare: muncitorii primeau zilnic 500 g de pâine, alți angajați și copii 300 g, alți civili 250 g. Au fost reduse de asemenea rațiile de carne și crupe, dar au fost crescute rațiile de zahăr, dulciuri și grăsimi. Armata de uscat și Flota Mării Baltice aveau anumite rații de urgență, insuficiente însă pentru supraviețuirea de lungă durată. Flotila Lacului Ladoga era prost echipată și suferise pierderi importante din cauza bombardamentelor aviației germane. Mai multe barje cu cereale au fost scufundate în septembrie. Totuși, o mare parte a acestor cereale a fost recuperată de scafandri. Aceste cereale recuperate au fost folosite în cele din urmă la fabricarea pâinii. Când rezervele de făină de malț s-au epuizat, au fost folosiți substituenți, precum celuloza. Ovăzul pentru cai a fost de asemenea folosit, caii fiind hrăniți în schimb cu frunze. 

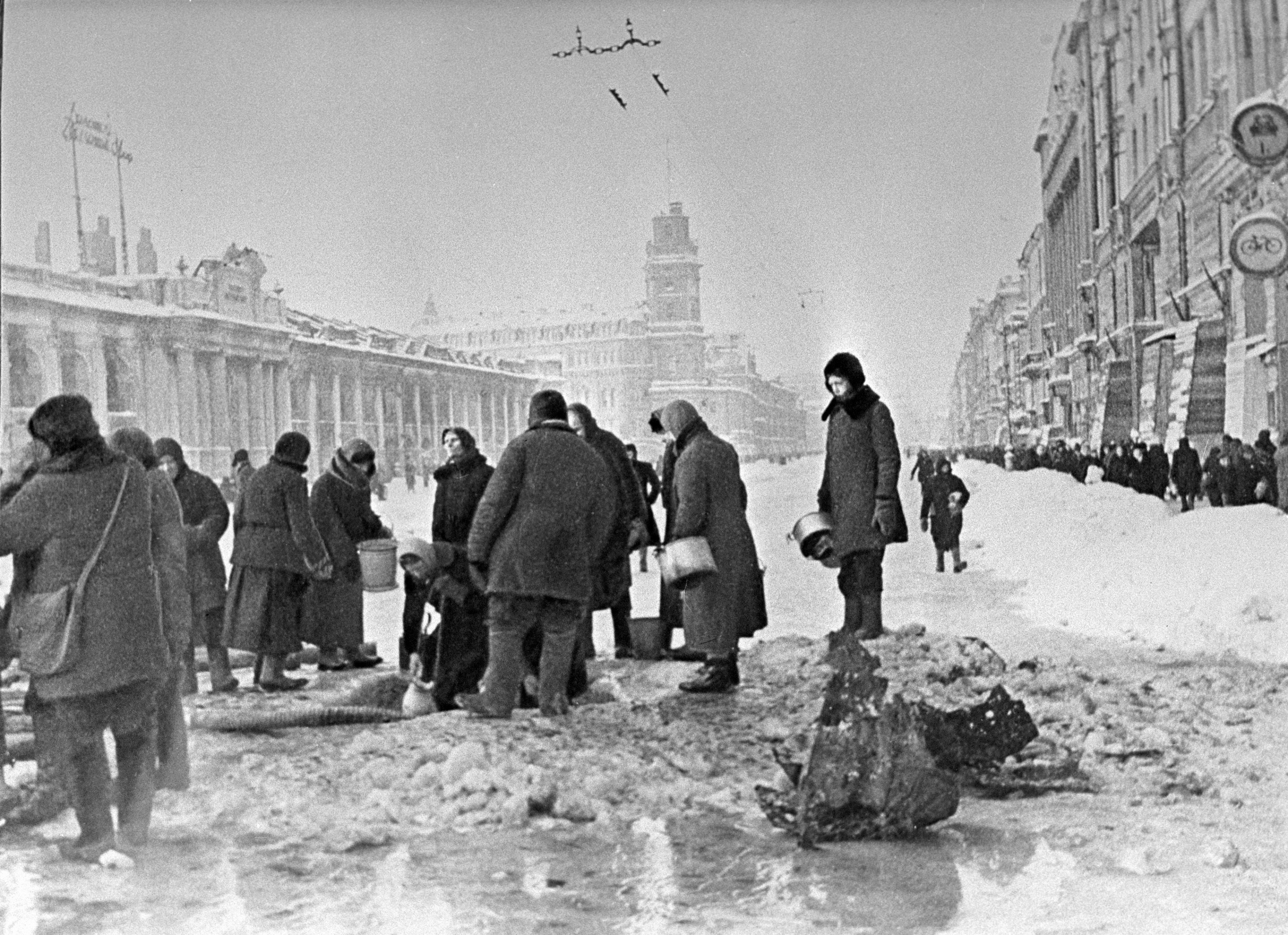
Oameni adunând apa dintr-o conductă spartă.

După ce au fost descoperite aproximativ 2.000 t de măruntaie de oaie într-un depozit din port, toată cantitatea a fost transformată într-un soi de gelatină. După epuizarea stocurilor de carne, acest aliment a fost înlocuit cu această gelatină și cu piei rău mirositoare de vițel. În timpul asediului au fost cinci reduceri ale rațiilor: 2 și 10 septembrie, 1 octombrie, 13 și 20 noiembrie (250 g pâine pentru muncitorii manuali și 125 g pentru restul civililor). Aprovizionarea cu alimente a fost într-o oarecare măsură îmbunătățită de legumele cultivate pe orice teren disponibil din oraș.

### Energia electrică și căldura
Datorită lipsei de energie electrică, cea mai mare parte a fabricilor au fost închise, iar în noiembrie serviciile de transport public au fost oprite la rândul lor. În primăvara anului 1942 au fost reactivate unele linii de tramvai, dar troleibuzele și autobuzele nu au mai circulat decât spre sfârșitul războiului. Folosirea curentului electric era permisă numai la sediile Statelor majore, Institutul Smolnîi,  sovietelor regionale, bazelor aeriene și în câteva instituții de stat. Pe la sfârșitul lunii septembrie, stocurile de petrol și cărbune au fost epuizate. Singura sursă de energie rămăsese lemnul. Pe 8 octombrie, comitetul executiv al Leningradului (Ленгорисполком) și comitetele executive regionale (облисполком) au hotărât începerea unei campanii de tăieri masive de copaci în raioanele Pargolovo și Vsevoljski din nordul orașului. Până pe 1 octombrie însă, doar 1% din planul de tăieri fusese îndeplinit. 

## Drumul vieții

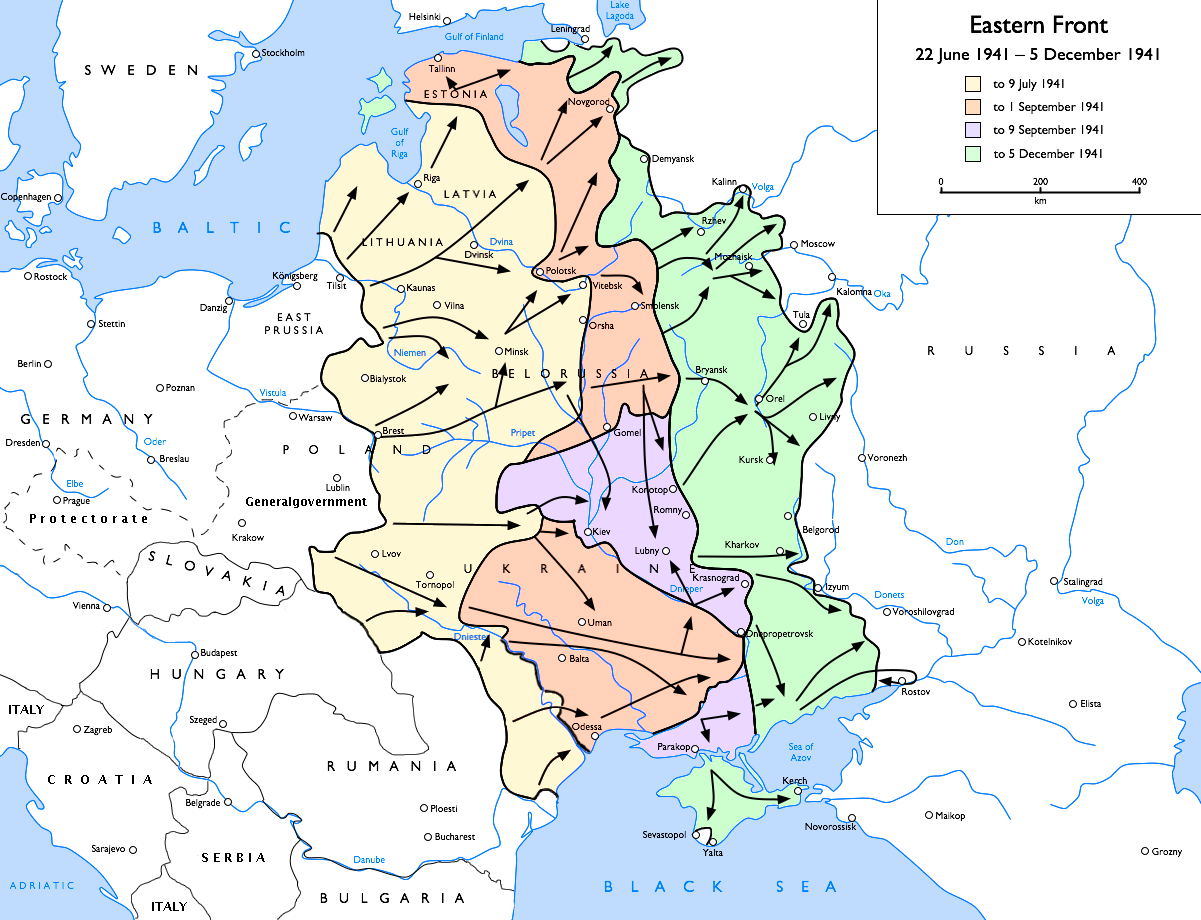
Frontul de răsărit la începutul asediului Leningradului.

Până pe 8 septembrie, germanii încercuiseră aproape total orașul, blocând toate rutele terestre de aprovizionare ale Leningradului, lăsând liber doar o singură cale peste apele Lacului Ladoga. Germanii s-au arătat incapabili sau lipsiți de dorința să blocheze și această ultimă cale de aprovizionare și, în fața apărării hotărâte organizate de Jukov, au ținut Leningradul sub asediu pentru 872 de zile. În haosul primei luni a războiului, nu a fost gândit sau executat niciun plan de evacuare de urgență a orașului, iar Leningradul și suburbiile au sufertit cumplit de foame până 20 noiembrie 1941, când apele Lacului Ladoga au înghețat. Peste podul de gheață a fost stabilit o rută de aprovizionare care a funcționat în condițiile bombardamentelor de artilerie și a atacurilor aeriene germane. Pierderile de vieți omenești datorită bombardamentelor de artilerie și a foametei au fost uriașe, în special în prima iarnă. Drumul pe gheață a fost numit Дорога жизни – drumul vieții și a fost utilizat doar în timpul iernii, în timpul verii fiind necesară aprovizionarea cu șlepurile. Pe acest drum al vieții s-a făcut aprovizionarea orașului și s-a reușit evacuarea unora dintre civili, făcând posibilă supraviețuirea Leningradului.

## Contraofensiva sovietică

Trupele de schiori sovietici îndreptându-se spre linia frontului în 1943.

Asediul a continuat până în ianuarie 1944. Încercuirea a fost spartă în urma ofensivei cunoscută ca Operațiunea Iscra (Scânteia) – un atac la scară mare a Fronturilor Leningrad și Volhov. Ofensiva a fost declanșată pe 12 ianuarie 1943. După lupte cumplite, Armata Roșie au străpuns cercul fortificațiilor germane la sud de Lacul Ladoga și, pe 18 ianuarie 1943 Fronturile leningrad și Volhov au făcut joncțiunea, deschizând un coridor terestru spre orașul încă asediat. În ianuarie 1944, o ofensivă sovietică i-au alungat pe asediatorii germani din suburbiile de sud ale Leningradului, eliberându-l. În vara aceluiași an, finlandezii au fost împinși pe celălat mal al Golfului Vîborg și al râului Vuoksi.

## Urmări
Vitejia apărătorilor Leningradului a fost un important simbol al hotărârii de luptă a tuturor sovieticilor. Rezistență eroică a orașul simbol al revoluției bolșevice a fost un important factor de creștere a moralului soldaților sovietici de pe toate fronturile și în aceiași măsură a civililor din spatele liniilor de luptă. 

### Leningradul
Numărul total al pierderilor de vieți omenești nu este cunoscut cu exactitate. După război, guvernul sovietic a raportat moartea a 670.000 de oameni, din 1941 până la eliberarea din 1944, cei mai mulți din cauza foamei sau frigului. Estimări independente oferă cifre mult mai mari, de la 700.000 la 1.500.000 de oameni. Cele mai multe victime ale asediului au fost înmoarmântate în Cimitirul Piskarevskoe. 
Leningradul a fost decorat cu titlul de Oraș Erou în 1945. 

### Influențe culturale

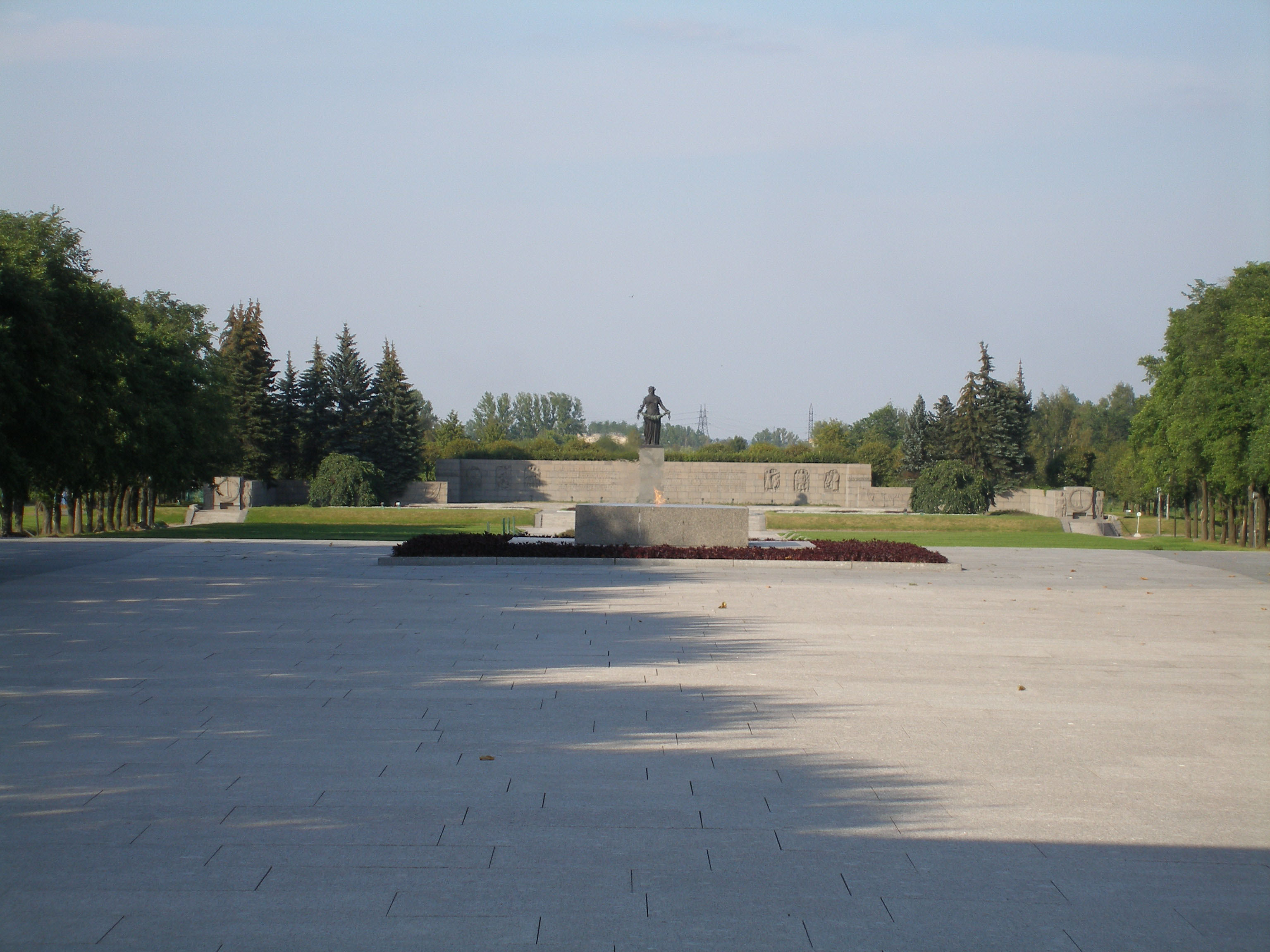
Peste o jumătate de milion de victime ale asediului au fost îngropate în Cimitirul Memorial Piskarevskoe.

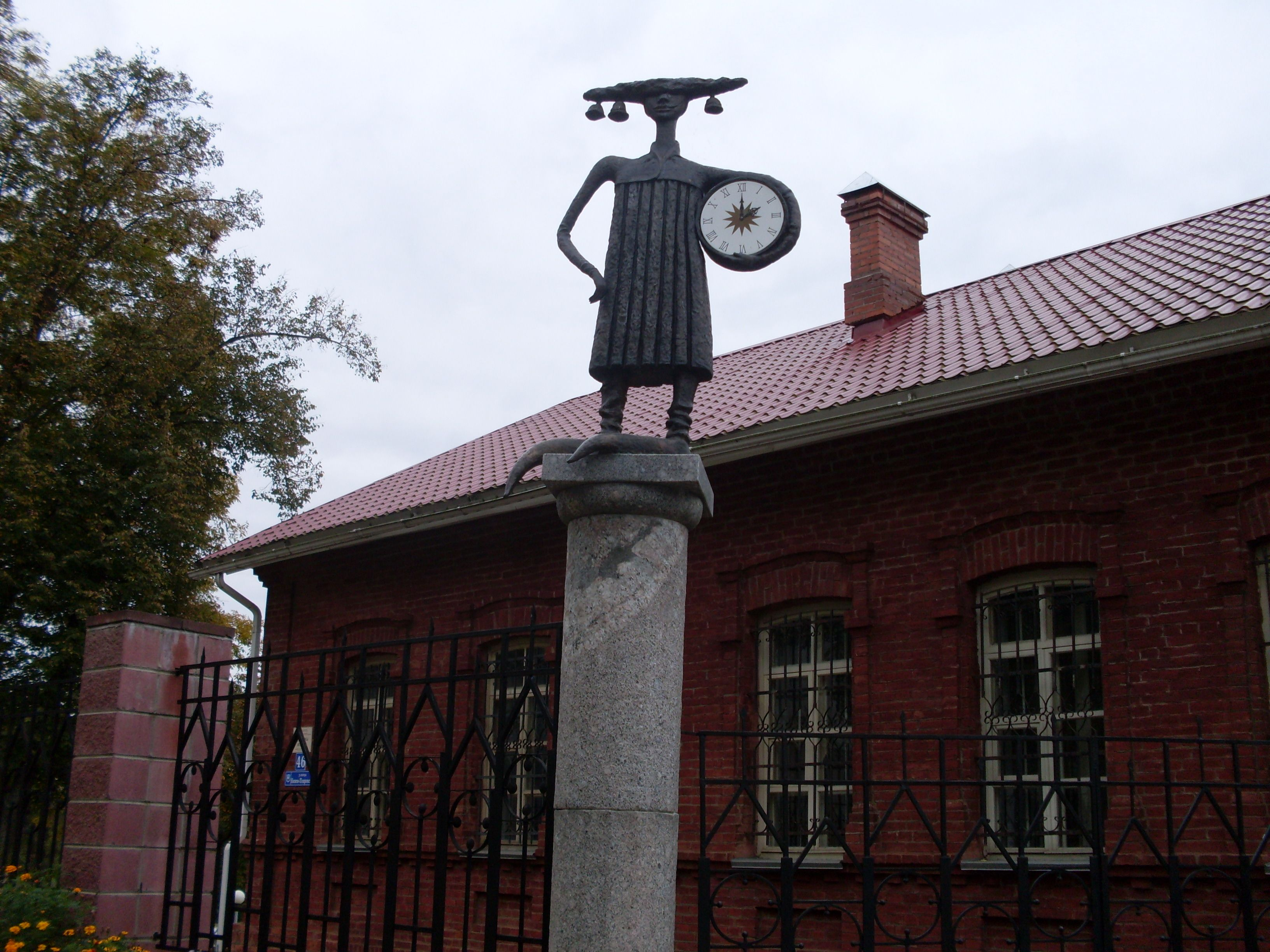
A fost odată o fată (în limba rusă: "Жила-была девочка") – afișul unui film sovietic.

Asediul și-a pus amprenta asupra psihicului leningrădenilor pentru cel puțin încă o generație după război. Leningradul s-a mândrit întotdeauna cu marea sa tradiție culturală și științifică. Eroismul și devotamentul leningrădenilor au fost uriașe. Este amintit cazul unuia dintre asistenții marelui botanist sovietic Nikolai Vavilov, care a murit de foame în ciuda faptului că avea acces la o bancă de semințe a peste 200.000 de soiuri, cele mai multe comestibile. Iar hotărârea cu care orășenii au preferat să înghețe de frig decât să ardă cărțile de o valoare inestimabilă ale bibliotecilor sau să dea pradă focului mobila veche de peste 200 de ani este o dovadă în plus a acestui eroism. Condițiile de viață din oraș au fost cumplite, iar foametea a fost tot timpul o amenințare pentru leningrădenii asediați. Pe de altă parte, Leningradul a rezistat unui asediu de aproape 3 ani, iar locuitorii săi au fost foarte mândri amintind că  "Troia a căzut, Roma a căzut, Leningradul nu a căzut".
Asediul Leningradului a fost comemorat la sfârșitul deceniului al șaselea prin plantarea unei perdele de pomi de-a lungul fostei linii a frontului. Încă mai pot fi văzute anunțuri scrise pe zidurile orașului care anunță locuitorii pe care parte a străzii să meargă pentru a evita obuzele germane. 
Dmitri Șostakovici a scris Simfonia a VII-a  Leningrad, părți importante fiind scrise în timpul blocadei. După cum afirmă Solomon Volkov, a cărui mărturie este puternic contestată, Șostakovici ar fi spus: "[simfonia] nu este despre Leningradul sub asediu, este despre Leningradul pe care l-a distrus Stalin și pe care Hitler aproape că l-a terminat". 
În anul 2003, autorul american Elise Blackwell a publicat romanul "Hunger" (Foamea), o dramatizare foarte bine primită a evenimentelor din timpul asediului. 
Cântărețul american Billy Joel a scris cântecul "Leningrad" care se referă la blocadă. 
Ghizii care însoțesc turiștii care vizitează Peterhoful aflat în vecinătatea Sankt Petersburgului, amintesc că este încă periculos să te aventurezi în grădinile palatului pe timp de furtună, deoarece fulgerele sunt atrase de schijele obuzelor germane înfipte în trunchiurile copacilor. 
Regizorul Andrei Tarkovski a inclus nenumărate scene și aluzii la asediul Leningradului în filmul autobiografic "Oglinda". 
Autoarea britanică Helen Dunmore a scris un roman premiat, The Siege (Asediul) despre Blocada Leningradului. Autoarea urmărește evenimentele cele mai importante ale asediului și descrie modul în care au fost afectate vieților celor care nu au fost direct implicați in lupte. 
În 1981, Daniil Granin și Ales Adamovici au publicat Cartea Blocadei, bazată pe sute de interviuri și de jurnale ale unor leningrădeni prinși în capcana asediului. Cartea a fost cenzurată de autoritățile sovietice datorită prezentării suferințelor umane care contrasta cu imagine oficială a eroismului locuitorilor.